# Gigny (Jura)
Gigny – miejscowość i gmina we Francji, w regionie Burgundia-Franche-Comté, w departamencie Jura.
Według danych z 1990 r. gminę zamieszkiwało 251 osób, a gęstość zaludnienia wynosiła 16 osób/km² (wśród 1786 gmin Franche-Comté Gigny plasuje się na 497. miejscu pod względem liczby ludności, natomiast pod względem powierzchni na miejscu 188).